# Ben Turpin
Bernard (Ben) Turpin (New Orleans, 19 september 1869 – Santa Monica, 1 juli 1940) was een Amerikaanse slapstick-komiek. Door zijn schele blik en opvallende adamsappel was hij een makkelijk herkenbare verschijning in de showbusiness.

## Jeugd
Turpin werd op 19 september 1869 geboren als Bernard Turpin in New Orleans, Louisiana. Hij was de zoon van de eigenaar van een snoepwinkel.

## Carrière

### Voor 1907
Turpin verliet zijn ouderlijk huis in zijn tienerjaren en zwierf vervolgens door het land op zoek naar baantjes. In deze periode werkte hij onder andere als circusclown en deed hij vaudeville, waaronder een sketch gebaseerd op de strip Happy Hooligan die net als Turpin een landloper was. Het succes van deze sketch leverde hem een contract op bij Sam T. Jack, een producent van burleske uit Chicago.

### Stomme films

#### Essanay
"Ik weet nog hoe moeilijk het was mijn eerste 100 dollar bij elkaar te krijgen. Het is me zelfs nooit gelukt. Elke keer als mijn bankboekje ongeveer 30 dollar aangaf kwam weer een doktersrekening binnen en moest ik opnieuw beginnen."
- Turpin over zijn ongelukken bij Essanay
In 1907 tekende Turpin bij het ook in Chicago gevestigde Essanay. Hij werkte daar behalve als acteur ook als studio-conciërge. Toen hij datzelfde jaar bij Essanay zijn eerste filmrol kreeg, werd hij de eerste Amerikaanse filmkomiek. Een goudmijn was zijn filmcarrière echter nog niet, zijn loon bij Essanay was lager dan dat bij Sam T. Jack en hij raakte in de twee jaar dat hij daar werkte 19 keer gewond. In 1909 verliet hij Essanay om zich weer te richten op vaudeville. In 1915 keerde hij echter terug naar Essanay, dit keer bij hun vestiging in Hollywood omdat daar het geld zat.

#### Mack Sennett
In 1917 tekende Turpin bij Mack Sennetts Keystone Studios, waar hij al snel US$ 3.000,- per week verdiende. Behalve een goed verdienende kracht was Turpin ook een betrouwbare kracht voor Sennett. Terwijl andere sterren zoals Charlie Chaplin en Ford Sterling Keystone al snel verlieten, bleef Turpin ongeveer 10 jaar voor de studio werken.

## Stomme films
- 1907 Ingehuurd door Essaney in Chicago als acteur en studio-conciërge.
- 1915 Treedt op met Charlie Chaplin, Turpins vis comica raakt bekend.
- 1917 Vogue studio's.
- 1924 Kondigt aan uit de filmwereld te willen stappen om voor zijn doodzieke vrouw te zorgen
- 1925 Probeert na de dood van zijn vrouw een comeback te organiseren.

## Persoonlijk leven
Turpin was zich er zeker van bewust dat zijn scheelheid zijn handelsmerk was. Hij keek regelmatig in de spiegel om te zien of zijn scheelheid niet verdwenen was, en verzekerde zijn unieke gezichtsuitdrukking voor 25.000 dollar. Daarbij moet wel vermeld worden dat dit soort Trademark feature verzekeringen vrij populair waren en niet zeker is of het hier meer dan marketing betrof.
Een vreemde gewoonte van hem was dat hij in een rijdende tram aan iedereen die het maar wilde horen vertelde dat hij drieduizend dollar per week verdiende. Misschien omdat hij armere omstandigheden gekend heeft, sprong Turpin zeer verantwoordelijk met zijn geld om, op het schraperige af. Hij vertelde later in een interview dat hij zelf schoonmaakwerkzaamheden verrichtte in de villa's die hij verhuurde, om zo de kosten van een werkster uit te sparen. Hij stierf dan ook als een gefortuneerd man dankzij slimme investeringen in onroerend goed.

## Filmografie

### 1907
- A Free Lunch
- Mr. Inquisitive
- Awful Skate, or The Hobo on Rollers

### 1908
- Breaking Into Society
- Oh, What Lungs!
- The Younger Brothers

### 1909
- Ben Gets a Duck and Is Ducked
- A Case of Seltzer
- The New Cop
- A Hustling Advertiser
- Mr. Flip
- A Mexican's Gratitude
- The Rubes and the Bunco Men
- The Energetic Street Cleaner
- Midnight Disturbance
- Tag Day
- The Haunted Lounge

### 1914
- The Fickleness of Sweedie
- Golf Champion 'Chick Evans' Links with Sweedie
- Madame Double X
- She Landed a Big One
- Sweedie and the Double Exposure
- Sweedie and the Lord
- Sweedie and the Troublemaker
- Sweedie at the Fair
- Sweedie Learns to Swim
- Sweedie Springs a Surprise
- Sweedie's Skate

### 1915
- A Bunch of Matches
- Burlesque on Carmen, Charlie Chaplin's Burlesque on Carmen
- A Christmas Revenge
- The Clubman's Wager
- A Coat Tale
- Curiosity
- A Hash House Fraud
- Hogan Out West
- Hogan's Romance Upset
- Love and Trouble
- A Quiet Little Game
- Snakeville's Debutantes (Bloggie)
- Sweedie and Her Dog
- Sweedie Goes to College
- Sweedie Learns to Ride
- Sweedie's Hero
- Sweedie's Hopeless Love
- Sweedie's Suicide
- Too Much Turkey
- Two Bold, Bad Men
- Two Hearts That Beat as Ten
- The Undertaker's Wife
- Snakeville's Champion (Bloggie)
- The Merry Models (Bloggie)
- It Happened in Snakeville (Bloggie)
- Snakeville's Hen Medic (Bloggie)
- Versus Sledge Hammers
- The Bell-Hop
- Snakeville's Twins
- Others Started But Sophie Finished
- Sophie and the Fakir
- How Slippery Slim Saw the Show
- Their Social Splash, Social Splash
- The Champion, Battling Charlie, Champion Charlie, Charlie the Champion
- A Night Out, Champagne Charlie, Charlie's Drunken Daze, Charlie's Night Out, His Night Out
- His New Job, Charlie's New Job

### 1916
- He Did and He Didn'tSafe Proposition
- Jealous Jolts
- Lost and Found
- Taking the Count
- Shot in the Fracas
- A Waiting Game
- The Wicked City
- Picture Pirates
- Some Bravery
- A Safe Proposition
- Ducking a Discord
- The Essanay-Chaplin Revue of 1916, The Chaplin Revue of 1916
- Poultry à la Mode, The Harem, Poultry
- Doctoring a Leak, A Total Loss
- Bungling Bill's Dress Suit
- Some Liars
- The Stolen Booking
- For Ten Thousand Bucks (Bloggie)
- A Deep Sea Liar, The Landlubber (Bloggie)
- Hired and Fired, The Leading Man (Bloggie)
- Just for a Kid
- The Iron Mitt (Bloggie)
- When Papa Died
- Delinquent Bridegrooms (Bloggie)
- His Blowout, The Plumber (Bloggie)
- Nailing on the Lid, Nailing a Lie
- National Nuts

### 1917
- Cactus Nell
- The Pawnbroker's Heart
- Sole Mates
- Taming Target Center
- When Ben Bolted, He Looked Crooked, Why Ben Bolted
- Are Waitresses Safe?, A Bedroom Blunder, Room 23
- Roping Her Romeo
- A Cook (verloren)
- A Clever Dummy
- Oriëntal Love
- Caught in the End
- Bucking the Tiger
- Frightened Flirts
- Masked Mirth
- His Bogus Boast, A Cheerful Liar
- A Studio Stampede
- The Butcher's Nightmare
- The Musical Marvel
- A Circus Cyclone

### 1918
- Hide and Seek Detectives
- Whose Little Wife Are You?
- She Loved Him Plenty
- Two Tough Tenderfeet
- Love Loops the Loop
- The Battle Royal
- Saucy Madeline
- Sheriff Nell's Tussle

### 1919
- East Lynne with Variations
- When Love Is Blind
- Salome vs. Shenandoah
- Uncle Tom Without a Cabin, Uncle Tom's Cabin
- A Lady's Tailor
- Sleuths
- The Dentist
- No Mother to Guide Him
- Yankee Doodle in Berlin, The Kaiser's Last Squeal
- Cupid's Day Off

### 1920
- Bloggie's Vacation
- Countess Bloggie
- You Wouldn't Believe It
- Married Life
- The Quack Doctor
- Down on the Farm
- The Star Boarder

### 1921
- Love's Outcast
- Love and Doughnuts
- Molly O'
- Home Talent
- She Sighed by the Seaside
- A Small Town Idol

### 1922
- Home Made Movies
- Step Forward
- Bright Eyes

### 1923
- Pitfalls of a Big City
- Where's My Wandering Boy Tonight?
- The Daredevil
- Asleep at the Switch
- Hollywood, Joligud
- Shriek of Araby

### 1924
- The Reel Virginian
- Three Foolish Weeks
- Romeo and Juliet
- Yukon Jake
- The Hollywood Kid
- Ten Dollars or Ten Days

### 1925
- Hogan's Alley
- The Marriage Circus
- Raspberry Romance
- Wild Goose Chaser

### 1926
- A Harem Knight
- A Prodigal Bridegroom
- When a Man's a Prince
- A Blonde's Revenge
- Steel Preferred

### 1927
- Broke in China
- Love's Languid Lure
- The Pride of Pikeville
- Daddy Boy, Daddyboy (USA: copyright titel)
- College Hero
- The Bull Fighter
- The Jolly Jilter
- The Hollywood Hero

### 1928
- The Eyes Have It
- Idle Eyes
- Seein' Things
- A Woman's Way
- The Wife's Relations, Lost Heiress (GB)